# ブリティッシュコロンビア州道95号線
ブリティッシュコロンビアハイウェイ95号線（British Columbia highway 95）は、カナダのブリティッシュコロンビア州南東部を南北に貫くハイウェイである。ブリティッシュコロンビア・ハイウェイ網の一部である。95号線の南端はキングスゲートであり、アメリカ合衆国との国境でアメリカ国道95号線に接続している。一方、北端はゴールデンであり、ブリティッシュコロンビア・ハイウェイ1号線に接続している。コロンビア・ハイウェイとも呼ばれる。総距離は329キロメートル。1957年に開通した。

## ルート概要

### 95号本線
95号線はキングスゲートから北東約11キロメートルにあるヤークまでモイェ川沿いに続いており、ヤークでブリティッシュコロンビア・ハイウェイ3号線と合流している。ヤークの北東約72キロメートルにあるクランブルックまではブリティッシュコロンビア・ハイウェイ3号線との重複区間であり、クランブルックでブリティッシュコロンビア・ハイウェイ3号A線と接続している。さらにクランブルックの東約6キロメートルにあるフォート・スティールまで続いており、フォート・スティールからはブリティッシュコロンビア・ハイウェイ93号線との重複区間となる。
さらにはフォート・スティールの北約32キロメートルにあるワサを経由して、ワサからクートネー川の上流約45キロメートルにあるカナル・フラッツまで川沿いに続いている。ワサでブリティッシュコロンビア・ハイウェイ95号A線に分岐している。カナル・フラッツからはコロンビア川沿いに続いており、フェアモント・ホット・スプリングス、ウィンダミアを経由して、カナル・フラッツから58キロメートル北のラジウム・ホット・スプリングスまで続いている。またカナル・フラッツからコロンビア川沿いにさらに北に続いており、エッジウォーター、スピリマチーン、パーソンを経由して、ゴールデンでブリティッシュコロンビア・ハイウェイ1号線に接続している。

### 95号A線
ブリティッシュコロンビア・ハイウェイ95号A線は、キンバリーからタ・タ・クリークまでの路線で、キンバリー・ハイウェイとも呼ばれる。総距離は55キロメートル。1968年に開通した。